# Скоморохово (Смоленская область)
Скоморохово — деревня в Тёмкинском районе Смоленской области России. Входит в состав Кикинского сельского поселения. Население — 5 жителей (2007 год). 
Расположена в восточной части области в 13 км к северо-западу от Тёмкина, в 31 км юго-восточнее автодороги М1 «Беларусь», на берегу реки Угорская. В 6 км севернее деревни расположена железнодорожная станция О.п. 36-й км на линии Вязьма — Калуга. 

## История
В годы Великой Отечественной войны деревня была оккупирована гитлеровскими войсками в октябре 1941 года, освобождена в марте 1943 года.